# Klarenbeek
Klarenbeek est un village appartenant aux communes néerlandaises d'Apeldoorn et de Voorst. En 2006, le village comptait environ 3 500 habitants, dont 1 860 habitants dans la commune d'Apeldoorn et les autres dans la commune de Voorst.